# オスカー・ワイルド (映画)
『オスカー・ワイルド』（Wilde）は、1997年制作のイギリス映画。アイルランド出身の作家オスカー・ワイルドと、その恋人であったアルフレッド・ダグラスとの同性愛関係を描く。

## ストーリー
1882年、講演のためにアメリカ合衆国を訪れたオスカー・ワイルドは、自身の後半生について赤裸々に語り始める。
作家として成功し、妻も子供もあった作家オスカー・ワイルド。30歳を過ぎて同性愛に目覚めた彼は、16歳年下の貴族アルフレッド・ダグラスに出会い、恋に落ちる。しかしアルフレッドの父親に訴えられ、逮捕されてしまう。

## キャスト
| 役名                           | 俳優                       | 日本語吹替 | 日本語吹替 |
| 役名                           | 俳優                       | VHS版      |            |
| ------------------------------ | -------------------------- | ---------- | ---------- |
| オスカー・ワイルド             | スティーヴン・フライ       | 土師孝也   |            |
| アルフレッド・ダグラス         | ジュード・ロウ             | 平田広明   |            |
| レディ・ワイルド               | ヴァネッサ・レッドグレイヴ | 久保田民絵 |            |
| ロビー・ロス                   | マイケル・シーン           | 村治学     |            |
| コンスタンス・ロイド・ワイルド | ジェニファー・イーリー     | 相沢恵子   |            |
| エイダ・レヴァーソン           | ゾーイ・ワナメイカー       | 井上瑤     |            |
| レディ・マウントテンプル       | ジュディ・パーフィット     | 火野カチコ |            |
| クイーンズベリー侯爵           | トム・ウィルキンソン       | 加藤清三   |            |
| シリル・ワイルド               | ジャクソン・リーチ         | 亀井芳子   |            |
| レント・ボーイ                 | オーランド・ブルーム       |            |            |
| ジョン・グレイ                 | ヨアン・グリフィズ         |            |            |
| シビル・ダグラス               | ジェマ・ジョーンズ         |            |            |
| ジョーンズ                     | アダム・ガルシア           |            |            |

## スタッフ
- 美術：マリア・ジュルコヴィック
- 衣装：ニック・イード